# Hüseyin Velioğlu
Hüseyin Velioğlu (* 1952 in Gercüş; † 17. Januar 2000 in Beykoz) war einer der Führer der türkischen oder kurdischen Hizbullah, einer religiös-extremistischen Organisation, die Anfang 1990er Jahren zahlreiche Morde beging. Velioğlu führte dabei einen der verfeindeten Flügel dieser Organisation. Er wurde bei einer Polizeioperation am 17. Januar 2000  in Beykoz getötet.

## Leben
Hüseyin Velioğlu war kurdischer Herkunft. Er wurde als Hüseyin Durmaz in der Provinz Batman geboren und besuchte in Batman die Grundschule Devrim İlkokulu. Mittelschule und Gymnasium besuchte er ebenfalls dort. Den Abschluss machte er allerdings in Mardin. Im Jahre 1978 ließ er seinen Nachnamen ändern. Er studierte an der Fakultät für Politische Wissenschaften der Universität Ankara. 
1978 brachte Velioğlu noch unter altem Namen eine englischsprachige Monatszeitschrift mit dem Titel "The Ummah" heraus.
Im Jahre 1980 ging er nach Diyarbakır und gehörte dort 1987 zu den Gründern der türkischen Hizbullah. Als es zu Zerwürfnissen innerhalb der Organisation kam, gehörte Velioğlu zum Führer des sogenannten İlim-Flügels. Dieser Flügel bestand auf den bewaffneten Kampf zur Durchsetzung ihres Zieles, die Regierung zu stürzen und ein islamisches Regime zu installieren. Auch organisationsintern behielt der militante Flügel die Oberhand. Nach Entführungen von Geschäftsleuten in Istanbul stürmte die türkische Polizei eine Wohnung in Beykoz/Istanbul. Die mehrstündige Operation wurde gefilmt und übertragen. Velioğlu wurde dabei getötet.